# Verwaltungsgemeinschaft Buttelstedt

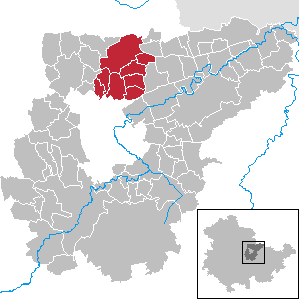
Lage der ehemaligen Verwaltungsgemeinschaft im Landkreis Weimarer Land

Die Verwaltungsgemeinschaft Buttelstedt war ein Zusammenschluss der Stadt Buttelstedt und sieben Gemeinden im Landkreis Weimarer Land in Thüringen, Deutschland. Sie hatte ihren Sitz in der namensgebenden Stadt Buttelstedt.
Letzter Vorsitzender der Verwaltungsgemeinschaft war Hans Wagner.

## Die Gemeinden
- Buttelstedt, Stadt
- Großobringen
- Heichelheim
- Kleinobringen
- Leutenthal
- Rohrbach
- Sachsenhausen
- Wohlsborn

## Geschichte
Die Verwaltungsgemeinschaft wurde am 1. Januar 1992 gegründet. Mit dem Thüringer Gesetz zur freiwilligen Neugliederung kreisangehöriger Gemeinden im Jahr 2013 wurde die VG zum 31. Dezember 2013 aufgelöst. Die Mitgliedsgemeinden schlossen sich der Verwaltungsgemeinschaft Berlstedt an, die daraufhin in Verwaltungsgemeinschaft Nordkreis Weimar umbenannt wurde. Verwaltungssitz ist in der Gemeinde Berlstedt.